# Filsponen
Filsponen (norwegisch für Feilspan) ist ein Nunatak im ostantarktischen Königin-Maud-Land. Im südlichen Teil der Payergruppe in der Hoelfjella ragt er nordöstlich des Nunataks Steinfila auf.
Norwegische Kartografen, die den Nunatak auch benannten, kartierten ihn anhand von Vermessungen und Luftaufnahmen der Dritten Norwegischen Antarktisexpedition (1956–1960).